# Rod Blagojevich

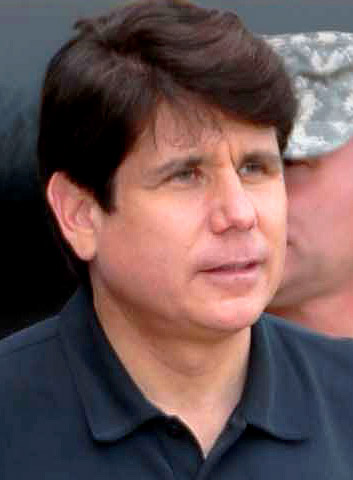
Rod Blagojevich (2008)

Milorad „Rod“ R. Blagojevich (serbisch Милорад „Род“ Благојевић; * 10. Dezember 1956 in Chicago, Illinois) ist ein US-amerikanischer Politiker (Demokratische Partei). Von 2003 bis zu seiner Amtsenthebung im Januar 2009 war er der 40. Gouverneur des Bundesstaates Illinois. 2011 wurde er wegen Korruption zu einer 14-jährigen Gefängnisstrafe verurteilt. Im Februar 2025 wurde er nach einer Begnadigung durch US-Präsident Donald Trump vorzeitig entlassen.

## Frühe Jahre und politischer Aufstieg
Rod Blagojevich stammt von serbischen Eltern ab. Er besuchte zunächst die Foreman High School und dann bis 1979 die Northwestern University. Danach studierte er bis 1983 an der Pepperdine University in Malibu (Kalifornien) Jura und erhielt den Abschluss Juris Doctor. Anschließend praktizierte er als Rechtsanwalt.
Zwischen 1986 und 1988 war Blagojevich stellvertretender Staatsanwalt im Cook County. Von 1993 bis 1996 saß er als Abgeordneter im Repräsentantenhaus von Illinois; von 1997 bis 2003 vertrat er seinen Kongressdistrikt (5. Kongressdistrikt von Illinois) im US-Repräsentantenhaus in Washington. Im Jahr 2002 wurde er von der Demokratischen Partei als Kandidat für die Gouverneurswahlen nominiert und anschließend auch von den Wählern in dieses Amt gewählt.

## Gouverneur von Illinois
Rod Blagojevich trat sein neues Amt im Januar 2003 an. Nach seiner Wiederwahl im Jahr 2006 wäre er ursprünglich noch bis Januar 2011 auf diesem Posten geblieben. In seiner ersten Amtszeit setzte er sich für eine Verbesserung des Gesundheitswesens, eine bessere Bildungspolitik und bessere innere Sicherheit ein. Er versuchte auch, die Wirtschaft des Landes zu beleben. Im Jahr 2004 wurde der Mindeststundenlohn in Illinois auf 6,50 US-Dollar festgelegt, und in seiner ersten Amtszeit entstanden laut National Governors Association über 150.000 neue Arbeitsplätze in Illinois.

## Korruptionsvorwürfe, Amtsenthebung und Verurteilung

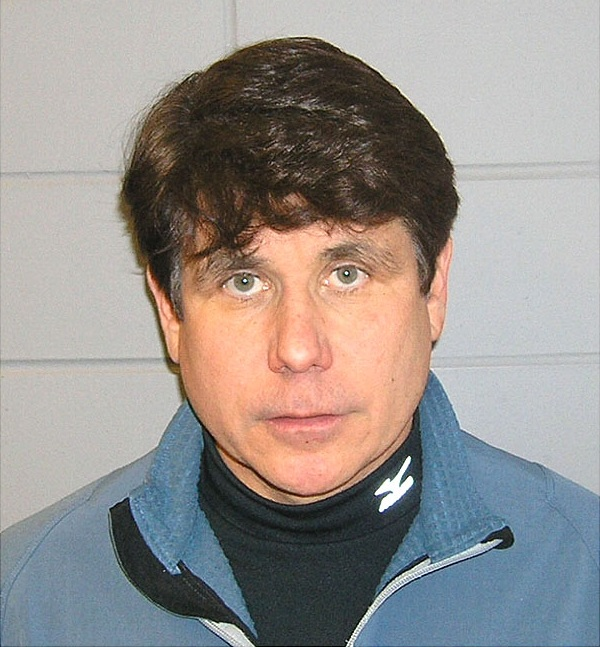
Polizeifoto von Rod Blagojevich nach seiner Festnahme

Am 9. Dezember 2008 wurde Blagojevich nach FBI-Ermittlungen (Operation Board Games) wegen Korruptionsverdachts festgenommen. Ihm wurde unter anderem vorgeworfen, den frei werdenden Senatssitz des gewählten US-Präsidenten Barack Obama gegen finanzielle Zuwendungen verkaufen zu wollen. Obama selbst distanzierte sich von dem „Chicago-Prinzip“, den „Machine politics“, der Korruption und Geschäftemacherei in der Politik von Chicago: „Das wäre eine Nichteinhaltung von allem, wovon meine Kampagne handelte.“ Er selbst sei „entsetzt und enttäuscht“.
Lisa Madigan, Attorney General des Staates Illinois, beantragte am Obersten Gerichtshof des Bundesstaates, Blagojevich für amtsunfähig erklären zu lassen. Dieser Antrag wurde vom Gericht jedoch abgewiesen. Am 15. Dezember 2008 wurde offiziell durch das Repräsentantenhaus von Illinois ein Amtsenthebungsverfahren gegen ihn eingeleitet. Dennoch verkündete Blagojevich am 30. Dezember 2008, er ernenne den ehemaligen Attorney General von Illinois, Roland Burris, als Nachfolger Obamas zum US-Senator. Ob diese Ernennung wirksam würde, war ursprünglich fraglich, da Illinois’ Secretary of State, Jesse White, zunächst erklärte, er werde die Gegenzeichnung der Ernennung verweigern; außerdem kündigte die Senatsführung in Washington an, keinen von Blagojevich ernannten Senator zu akzeptieren. Schließlich wurde die Ernennung aber doch akzeptiert, und Burris wurde am 15. Januar 2009 als Senator vereidigt.
Am 8. Januar 2009 beschloss das Repräsentantenhaus von Illinois mit 114:1 Stimmen, Blagojevichs Amtsenthebung zu beantragen. Am 29. Januar 2009 entschied der Staatssenat dann einstimmig, Rod Blagojevich seines Amtes zu entheben. Neuer Gouverneur wurde der Demokrat Pat Quinn, zuvor Vizegouverneur.
2010 wurde Blagojevich in 24 Punkten angeklagt, darunter Korruption und Erpressungsversuch; jedoch konnten sich die Geschworenen im August 2010 in 23 dieser Punkte nicht auf ein Urteil einigen. Nur wegen Falschaussage beim FBI wurde der ehemalige Gouverneur in diesem Verfahren schuldig gesprochen.
In einem zweiten Verfahren im Juni 2011 wurde Blagojevich in Chicago in 17 von 20 Anklagepunkten schuldig gesprochen. Das Gericht sah es als erwiesen an, dass Blagojevich versucht habe, nach dem Sieg Barack Obamas bei der US-Präsidentschaftswahl 2008 dessen frei gewordenen Sitz im Senat der Vereinigten Staaten zu verkaufen. Im Dezember 2011 wurde das Strafmaß auf 14 Jahre Gefängnis festgesetzt. Seit Ende der 1960er Jahre ist Blagojevich nach Otto Kerner, Daniel Walker und seinem direkten Amtsvorgänger George Ryan der vierte frühere Gouverneur von Illinois, der zu einer mehrjährigen Haftstrafe verurteilt worden ist.
Am 31. Mai 2018 äußerte US-Präsident Trump, er ziehe in Erwägung, von seinem Begnadigungsrecht Gebrauch zu machen und Blagojevichs Haftstrafe zu verkürzen. Dies machte er am 18. Februar 2020 wahr, indem er Blagojevichs Haftstrafe zur Bewährung aussetzen ließ. Trump bezeichnete die Verurteilung zu 14 Jahren Haft als „lächerlich“ und führte aus, dass Blagojevich „dumm“ gewesen wäre, aber auch die Art von Dingen gesagt habe, „die viele andere Politiker sagen“. Die Entscheidung führte zu Kritik sowohl bei Republikanern als auch Demokraten. So äußerte J. B. Pritzker, der demokratische Gouverneur von Illinois, die Begnadigung sende die falsche Botschaft zur falschen Zeit. Blagojevich bezeichnete sich nach seiner Freilassung als „politischen Gefangenen“ und unterstützt seitdem Trump und dessen Politik.
Am 10. Februar 2025 wurde Blagojevich schließlich von Donald Trump vollständig begnadigt.

## Sonstiges
Im November 2011 wurde der ehemalige Fundraiser von Blagojevich, Tony Rezko, zu zehneinhalb Jahren Gefängnis verurteilt.

## Privates
Rod Blagojevich ist mit Patricia Mell verheiratet und hat mit ihr zwei Töchter.
Seine Eltern stammten aus Serbien; er ist der zweite Gouverneur serbischer Herkunft eines US-Staates nach George Voinovich (Ohio). Das „R“ in seinem Namen steht nicht für einen Zwischennamen, sondern ist in Erinnerung an seinen verstorbenen Vater Radiša von ihm aufgenommen worden.